# Ruder-Europameisterschaften 2018 – Zweier ohne Steuermann

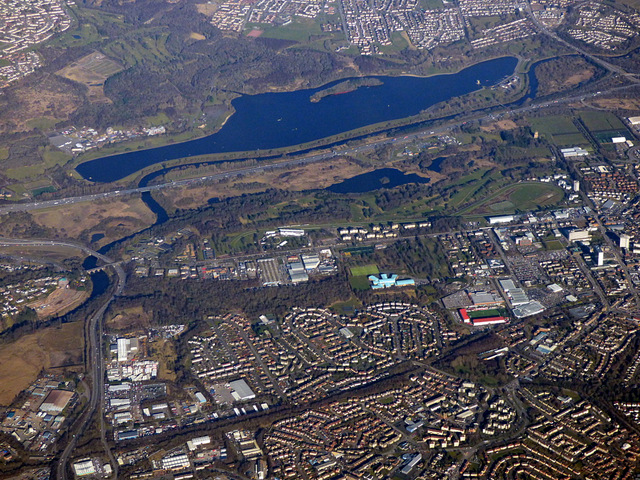
Luftbild der Regattastrecke Strathclyde Loch

Im Rahmen der Ruder-Europameisterschaften 2018 wurde zwischen dem 2. und 4. August 2018 der Wettbewerb im Zweier ohne Steuermann auf der Regattastrecke Strathclyde Loch ausgetragen. Es nahmen insgesamt 16 Mannschaften teil und der Wettbewerb bestand aus drei Vorläufen, zwei Hoffnungsläufen, zwei Halbfinalen sowie drei Finals.

## Mannschaften
| Nation         | Ruderer                                |
| -------------- | -------------------------------------- |
| Dänemark       | Nick Larsen Christoffer Kruse          |
| Deutschland    | Paul Schröter Laurits Follert          |
| Frankreich     | Valentin Onfroy Théophile Onfroy       |
| Großbritannien | Oliver Cook Matthew Rossiter           |
| Irland         | Mark O’Donovan Shane O’Driscoll        |
| Italien        | Matteo Lodo Domenico Montrone          |
| Kroatien       | Martin Sinković Valent Sinković        |
| Niederlande    | Vincent Klaassens Sander de Graaf      |
| Österreich     | Ferdinand Querfeld Rudolph Querfeld    |
| Polen          | Bartosz Modrzyński Lucasz Posylajka    |
| Rumänien       | Marius-Vasile Cozmiuc Ciprian Tudosă   |
| Russland       | Alexandr Stradaev Grigorii Shuchulepov |
| Serbien        | Nenad Beđik Miloš Vasić                |
| Ukraine        | Roman Piven Mykola Kalaschnik          |
| Ungarn         | Juhász Adrián Béla Simon               |
| Belarus        | Dzimitry Furman Siarhei Valadzko       |

## Wettbewerb

### Vorläufe
Die drei Vorläufe wurden vormittags am 2. August 2018 ausgetragen. Die beiden bestplatzierten der Vorläufe qualifizierten sich für die Halbfinale, während die anderen über den Hoffnungslauf die Möglichkeit hatten, sich für die Halbfinale zu qualifizieren.

#### Vorlauf 1
| Platz | Namen                                  | Nation     | Zeit (min) | Qualifikation |
| ----- | -------------------------------------- | ---------- | ---------- | ------------- |
| 1     | Marius-Vasile Cozmiuc Ciprian Tudosă   | Rumänien   | 6:30,54    | Halbfinale    |
| 2     | Valentin Onfroy Théophile Onfroy       | Frankreich | 6:32,39    | Halbfinale    |
| 3     | Nenad Beđik Miloš Vasić                | Serbien    | 6:45,09    | Hoffnungslauf |
| 4     | Alexandr Stradaev Grigorii Shuchulepov | Russland   | 6:47,94    | Hoffnungslauf |
| 5     | Nick Larsen Christoffer Kruse          | Dänemark   | 7:00,01    | Hoffnungslauf |
| 6     | Juhász Adrián Béla Simon               | Ungarn     | 7:07,91    | Hoffnungslauf |

#### Vorlauf 2
| Platz | Namen                               | Nation         | Zeit (min) | Qualifikation |
| ----- | ----------------------------------- | -------------- | ---------- | ------------- |
| 1     | Dzimitry Furman Siarhei Valadzko    | Belarus        | 6:37,38    | Halbfinale    |
| 2     | Oliver Cook Matthew Rossiter        | Großbritannien | 6:37,76    | Halbfinale    |
| 3     | Vincent Klaassens Sander de Graaf   | Niederlande    | 6:43,11    | Hoffnungslauf |
| 4     | Mark O’Donovan Shane O’Driscoll     | Irland         | 6:48,94    | Hoffnungslauf |
| 5     | Bartosz Modrzyński Lucasz Posylajka | Polen          | 6:52,25    | Hoffnungslauf |

#### Vorlauf 3
| Platz | Namen                               | Nation      | Zeit (min) | Qualifikation |
| ----- | ----------------------------------- | ----------- | ---------- | ------------- |
| 1     | Martin Sinković Valent Sinković     | Kroatien    | 6:39,45    | Halbfinale    |
| 2     | Matteo Lodo Domenico Montrone       | Italien     | 6:47,05    | Halbfinale    |
| 3     | Roman Piven Mykola Kalaschnik       | Ukraine     | 6:54,26    | Hoffnungslauf |
| 4     | Paul Schröter Laurits Follert       | Deutschland | 7:07,06    | Hoffnungslauf |
| 5     | Ferdinand Querfeld Rudolph Querfeld | Österreich  | 7:11,53    | Hoffnungslauf |

### Hoffnungsläufe
Die beiden Hoffnungsläufe wurden nachmittags am 2. August 2018 ausgetragen. Die drei Bestplatzierten qualifizierten sich für die Halbfinale. Die restlichen Starter rudern im C-Finale um die weiteren Plätze.

#### Hoffnungslauf 1
| Platz | Namen                               | Nation     | Zeit (min) | Qualifikation |
| ----- | ----------------------------------- | ---------- | ---------- | ------------- |
| 1     | Nenad Beđik Miloš Vasić             | Serbien    | 6:33,77    | Halbfinale    |
| 2     | Mark O’Donovan Shane O’Driscoll     | Irland     | 6:35,74    | Halbfinale    |
| 3     | Roman Piven Mykola Kalaschnik       | Ukraine    | 6:36,11    | Halbfinale    |
| 4     | Ferdinand Querfeld Rudolph Querfeld | Österreich | 6:38,80    | C-Finale      |
| 5     | Juhász Adrián Béla Simon            | Ungarn     | 6:52,80    | C-Finale      |

#### Hoffnungslauf 2
| Platz | Namen                                  | Nation      | Zeit (min) | Qualifikation |
| ----- | -------------------------------------- | ----------- | ---------- | ------------- |
| 1     | Alexandr Stradaev Grigorii Shuchulepov | Russland    | 6:41,27    | Halbfinale    |
| 2     | Paul Schröter Laurits Follert          | Deutschland | 6:42,02    | Halbfinale    |
| 3     | Vincent Klaassens Sander de Graaf      | Niederlande | 6:42,97    | Halbfinale    |
| 4     | Bartosz Modrzyński Lucasz Posylajka    | Polen       | 6:43,60    | C-Finale      |
| 5     | Nick Larsen Christoffer Kruse          | Dänemark    | 6:53,09    | C-Finale      |

### Halbfinale
Die beiden Halbfinale wurden am 3. August 2018 ausgetragen. Die drei Bestplatzierten qualifizierten sich für das A-Finale. Die restlichen Starter rudern im B-Finale um die weiteren Plätze.

#### Halbfinale 1
| Platz | Namen                                | Nation         | Zeit (min) | Qualifikation |
| ----- | ------------------------------------ | -------------- | ---------- | ------------- |
| 1     | Martin Sinković Valent Sinković      | Kroatien       | 6:22,18    | A-Finale      |
| 2     | Marius-Vasile Cozmiuc Ciprian Tudosă | Rumänien       | 6:23,52    | A-Finale      |
| 3     | Nenad Beđik Miloš Vasić              | Serbien        | 6:23,79    | A-Finale      |
| 4     | Oliver Cook Matthew Rossiter         | Großbritannien | 6:25,29    | B-Finale      |
| 5     | Roman Piven Mykola Kalaschnik        | Ukraine        | 6:40,27    | B-Finale      |
| 6     | Paul Schröter Laurits Follert        | Deutschland    | 7:08,42    | B-Finale      |

#### Halbfinale 2
| Platz | Namen                                  | Nation      | Zeit (min) | Qualifikation |
| ----- | -------------------------------------- | ----------- | ---------- | ------------- |
| 1     | Valentin Onfroy Théophile Onfroy       | Frankreich  | 6:26,94    | A-Finale      |
| 2     | Dzimitry Furman Siarhei Valadzko       | Belarus     | 6:29,06    | A-Finale      |
| 3     | Matteo Lodo Domenico Montrone          | Italien     | 6:29,46    | A-Finale      |
| 4     | Vincent Klaassens Sander de Graaf      | Niederlande | 6:31,08    | B-Finale      |
| 5     | Mark O’Donovan Shane O’Driscoll        | Irland      | 6:31,47    | B-Finale      |
| 6     | Alexandr Stradaev Grigorii Shuchulepov | Russland    | 6:32,87    | B-Finale      |

### Finals
Das C-Finale wurde am 3. August vor den Halbfinals ausgetragen. Das A- und B-Finale fanden am 4. August statt.

#### A-Finale
| Platz | Name                                 | Nation     | Zeit (min)  | Zeit (min)  | Zeit (min)  | Zeit (min) |
| Platz | Name                                 | Nation     | 0500 m      | 1000 m      | 1500 m      | 2000 m     |
| ----- | ------------------------------------ | ---------- | ----------- | ----------- | ----------- | ---------- |
| 1     | Martin Sinković Valent Sinković      | Kroatien   | 1:34,85 (3) | 3:13,44 (3) | 4:51,53 (2) | 6:26,42    |
| 2     | Valentin Onfroy Théophile Onfroy     | Frankreich | 1:33,79 (1) | 3:12,19 (1) | 4:50,92 (1) | 6:27,40    |
| 3     | Marius-Vasile Cozmiuc Ciprian Tudosă | Rumänien   | 1:34,50 (2) | 3:12,91 (2) | 4:52,37 (3) | 6:29,39    |
| 4     | Nenad Beđik Miloš Vasić              | Serbien    | 1:35,32 (4) | 3:13,84 (4) | 4:53,45 (4) | 6:30,74    |
| 5     | Matteo Lodo Domenico Montrone        | Italien    | 1:36,02 (5) | 3:16,82 (5) | 4:59,25 (5) | 6:42,35    |
| 6     | Dzimitry Furman Siarhei Valadzko     | Belarus    | 1:36,14 (6) | 3:17,17 (6) | 5:01,04 (6) | 6:58,30    |

#### B-Finale
| Platz | Namen                                  | Nation         | Zeit (min) |
| ----- | -------------------------------------- | -------------- | ---------- |
| 7     | Oliver Cook Matthew Rossiter           | Großbritannien | 6:36,77    |
| 8     | Paul Schröter Laurits Follert          | Deutschland    | 6:40,13    |
| 9     | Alexandr Stradaev Grigorii Shuchulepov | Russland       | 6:43,61    |
| 10    | Vincent Klaassens Sander de Graaf      | Niederlande    | 6:44,07    |
| 11    | Mark O’Donovan Shane O’Driscoll        | Irland         | 6:44,58    |
| 12    | Roman Piven Mykola Kalaschnik          | Ukraine        | 6:51,52    |

#### C-Finale
| Platz | Namen                               | Nation     | Zeit (min) |
| ----- | ----------------------------------- | ---------- | ---------- |
| 13    | Bartosz Modrzyński Lucasz Posylajka | Polen      | 6:37,91    |
| 14    | Ferdinand Querfeld Rudolph Querfeld | Österreich | 6:39,71    |
| 15    | Juhász Adrián Béla Simon            | Ungarn     | 6:40,38    |
| 16    | Nick Larsen Christoffer Kruse       | Dänemark   | 6:45,61    |